# Makedonija na Dječjoj pjesmi Eurovizije
Makedonija sudjeluje na Dječjoj pjesmi Eurovizije od njezina početka, 2003. godine.

## Predstavnici
- 2003.: Marija i Viktorija | Ti ne me poznavaš (Ti me ne poznaješ) | 12. mjesto (19 bodova)
- 2004.: Martina Smiljanovska | Zabava | 7. mjesto (64 boda)
- 2005.: Denis Dimoski | Rodendenski baknež (rođendanski poljubac) | 8. mjesto (68 bodova)
- 2006.: Zana Aliu | Vljubena (zaljubljena) | 15. mjesto (14 bodova)
- 2007.: Rosica i Dimitar | Ding ding dong | 5. mjesto (111 bodova)
- 2008.: Bobi Andonov | Prati mi SMS (Pošalji mi SMS) | 5. mjesto (93 boda)
- 2009.: Sara Markovska | Za ljubovta (O ljubavi) | 12.mjesto (31 bod)
- 2010.: Anja Veterova | Eoo,eoo | 12.mjesto (38 bodova)
- 2011.: Dorijan Dlaka | Žimi ovaj frak | 12.mjesto (31 bod)
- 2013.: Barbara Popović | Ohrid i muzika | 12.mjesto (19 bodova)
- 2015.: Ivana i Magdalena | Pletenka | 17.mjesto (26 bodova)
- 2016.: Martija Stanojković | Love will lead our way